# Beyrie-en-Béarn
Beyrie-en-Béarn è un comune francese di 181 abitanti situato nel dipartimento dei Pirenei Atlantici nella regione della Nuova Aquitania.

## Società

### Evoluzione demografica
Abitanti censiti